# Aristippos der Jüngere
Aristippos der Jüngere (altgriechisch Ἀρίστιππος ὁ Μητροδίδακτος Arístippos hò Mētrodídaktos, latinisiert Aristippus Metrodidactus; * wahrscheinlich im 4. Jahrhundert v. Chr.; † wahrscheinlich im 4. oder 3. Jahrhundert v. Chr.) war ein griechischer antiker Philosoph. Innerhalb der Philosophiegeschichte zählt man ihn zu den Kyrenaikern.

## Leben, Überlieferung und Schriften
Falls er welche verfasst hat, sind seine Schriften verloren und auch die Testimonien (antike Berichte zu Leben und Lehre) sind äußerst rar. An Biographischem weiß man lediglich, dass er ein Enkel des Philosophen Aristippos von Kyrene war und von seiner Mutter, der Philosophin  Arete von Kyrene, unterrichtet wurde, weshalb er den Beinamen Mētrodídaktos (deutsch: der „von der Mutter Unterwiesene“) erhielt. Ein Schüler Aristippos' des Jüngeren war möglicherweise Theodoros von Kyrene.

## Lehre
Siehe: Lehre der Kyrenaiker
Die Zeugnisse zur Lehre Aristippos' des Jüngeren sind schwer von denen zur Lehre seines gleichnamigen Großvaters zu trennen, außerdem beziehen sich die Berichte meist generell auf die Kyrenaiker, nicht auf einzelne Philosophen wie Aristippos.